# Gésera
Gésera (aragonesisch Chesera) ist ein spanischer Ort in der Provinz Huesca der Autonomen Gemeinschaft Aragonien. Gésera, im Pyrenäenvorland liegend, gehört zur Gemeinde Sabiñánigo. Der Ort hatte im Jahr 2015 sieben Einwohner.
Der Ort liegt etwa 17 Straßenkilometer südöstlich von Sabiñánigo und ist über die A1604 zu erreichen. 

## Sehenswürdigkeiten
- Pfarrkirche San Pedro aus dem 18. Jahrhundert